# Puente Nyali
El Puente Nyali (en inglés: Nyali Bridge) es un puente de vigas de hormigón que conecta la ciudad de Mombasa, en la isla de Mombasa a la parte continental de Kenia. El puente cruza Tudor Creek (un arroyo) al noreste de la isla. El puente es una de las tres vías de comunicación fuera de Mombasa (las otras son las calzadas Kipevu y Makupa). El ferry Likoni proporciona un tercer enlace de transporte a la isla, y está situado en el extremo sur. El puente sirve como un punto de control de la policía en ambas direcciones.